# Сингапуро-украинские отношения
Сингапуро-украинские отношения — дипломатические, а также экономические, политические и культурные взаимоотношения Украины и Сингапура.

## Политические отношения между Украиной и Сингапуром
Республика Сингапур признала независимость Украины 2 января 1992 года. Дипломатические отношения были установлены 31 марта 1992 года.
В 1994 году состоялся первый визит украинской делегации во главе с заместителем Министра иностранных дел Украины в Республику Сингапур.
В 2002 году, во время пребывания в Сингапуре делегации во главе с заместителем Государственного секретаря МИД Украины, был согласован вопрос об открытии в Сингапуре Посольства Украины. Помещение диппредставительства было торжественно открыто в ходе первого официального визита в Сингапур Министра иностранных дел Украины (7-9 июля 2003 г.).
В 1997, 2002, 2005, 2008 и 2010 гг. во время мероприятий высокого уровня в рамках ООН имели место контакты между руководителями внешнеполитических ведомств Украины и Сингапура.
В 2005, 2008, 2009, 2010 гг. проходили украинско-сингапурские политические консультации на уровне заместителей министров иностранных дел двух стран.
В январе 2007 года состоялся визит в Сингапур первого Вице-премьер-министра, Министра финансов Украины.
В апреле 2009 года было создано депутатскую группу Верховной Рады Украины по межпарламентским связям с Сингапуром.
В январе 2010 года состоялся рабочий визит Министра иностранных дел Украины в Сингапур. В октябре 2010 года на Украине было зарегистрировано Общество Российско-сингапурской дружбы (лицензия Минюста получена в феврале 2011 г.).
19-22 сентября 2010 года, по приглашению Премьер-министра Украины Н.Азарова, состоялся визит на Украину Министра-ментора Республики Сингапур Ли Куан Ю (в статусе специального гостя). Этот визит стал первым официальным посещением нашей страны высоким должностным лицом Сингапура.
На развитие этого визита Президент Сингапура направил Президенту Украины. Януковичу приглашение осуществить государственный визит в Сингапур, а делегация Республики Сингапур во главе со Специальным посланником Сингапура на Украине Т. Сиддики посетила Украину 23-26 февраля 2011 года для определения наиболее перспективных направлений сотрудничества.

## Сотрудничество между Украиной и Сингапуром в рамках международных организаций
Продуктивным является сотрудничество между Украиной и Сингапуром в рамках международных организаций. В 1996 году Сингапур стал соавтором подготовленного делегацией Украины резолюции Генеральной ассамблеи ООН по защите персонала ООН. В 2000—2001 гг. плодотворным было взаимодействие в СБ ООН делегаций Украины и Республики Сингапур в качестве его непостоянных членов.
Стороны регулярно поддерживают друг друга на выборах в органы ООН и других международных организаций. К примеру, Сингапур голосовал за кандидатуру Украины на выборах в Совет по правам человека на период 2008—2011 гг.
Отсутствие каких-либо проблемных вопросов принципиального значения является благоприятной предпосылкой для всестороннего развития двусторонних отношений между странами.

## Культурно-общественное сотрудничество между Украиной и Сингапуром
Открытие в январе 2003 г. Посольства Украины в Сингапуре дало определённый импульс двустороннему сотрудничеству в культурно-общественной сфере. При участии дипмиссии был проведен ряд мероприятий, направленных на ознакомление общественности Сингапура с историей, традициями, искусством и культурным достоянием Украины.
В августе 2005 г. Посольство приняло участие в фестивале «Празднуй, Сингапур!», посвященном 40-й годовщине независимости страны. Украинская экспозиция ознакомила жителей Сингапура с культурой, традициями и туристическим потенциалом нашей страны. Украинский стенд посетил Президент Сингапура С. Г. Натан.
В декабре 2005 г. в Сингапуре проведены Дни украинской культуры, в ходе которых в центральной концертном зале страны прошли выступления Государственного камерного ансамбля «Киевские солисты».
В марте 2006 г. в сингапурской начальной школе «Ривер Вэлли» был организован День Украины, в ходе которого демонстрировались фильмы об Украине, проведена викторина «Что ты узнал об Украине».